# 단총신 산탄총

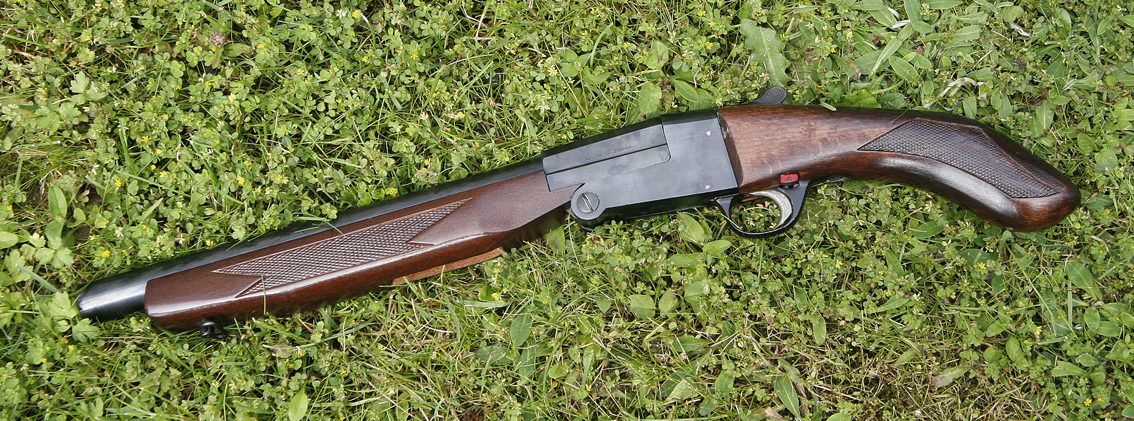
대표적인 단총신 산탄총인 루파라.

단총신 산탄총(斷銃身散彈銃, sawed-off shotgun 소드오프 샷건[*])은 총신이 짧은(대략 18인치(45cm) 이하) 산탄총이다. 단총신 산탄총은 같은 형식의 일반 산탄총에 비해 휴대가 용이하고 무게도 가볍다.
미국, 영국, 캐나다는 1930년대 이래로 허가 없이 단총신 산탄총을 보유하는 것을 금지하고 있다.

## 대중 문화
- 배틀그라운드, 배틀그라운드 모바일에서 12게이지를 쓰는 산탄총 소드 오프로 등장한다.

## 같이 보기
- M26 MASS